# التواء (بهلوانية)

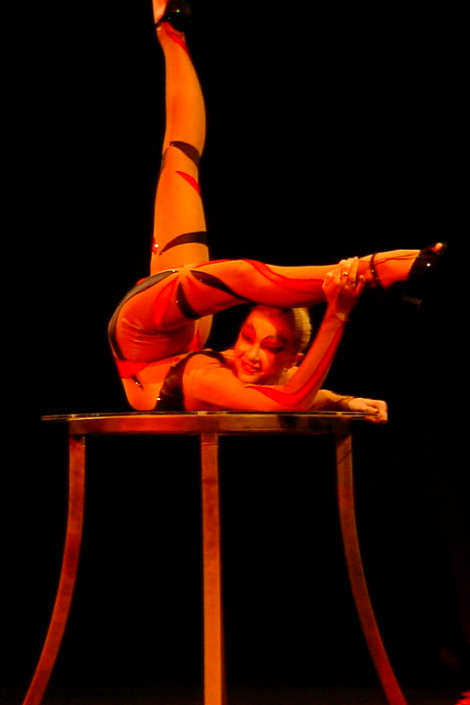
أداء لوَّاء

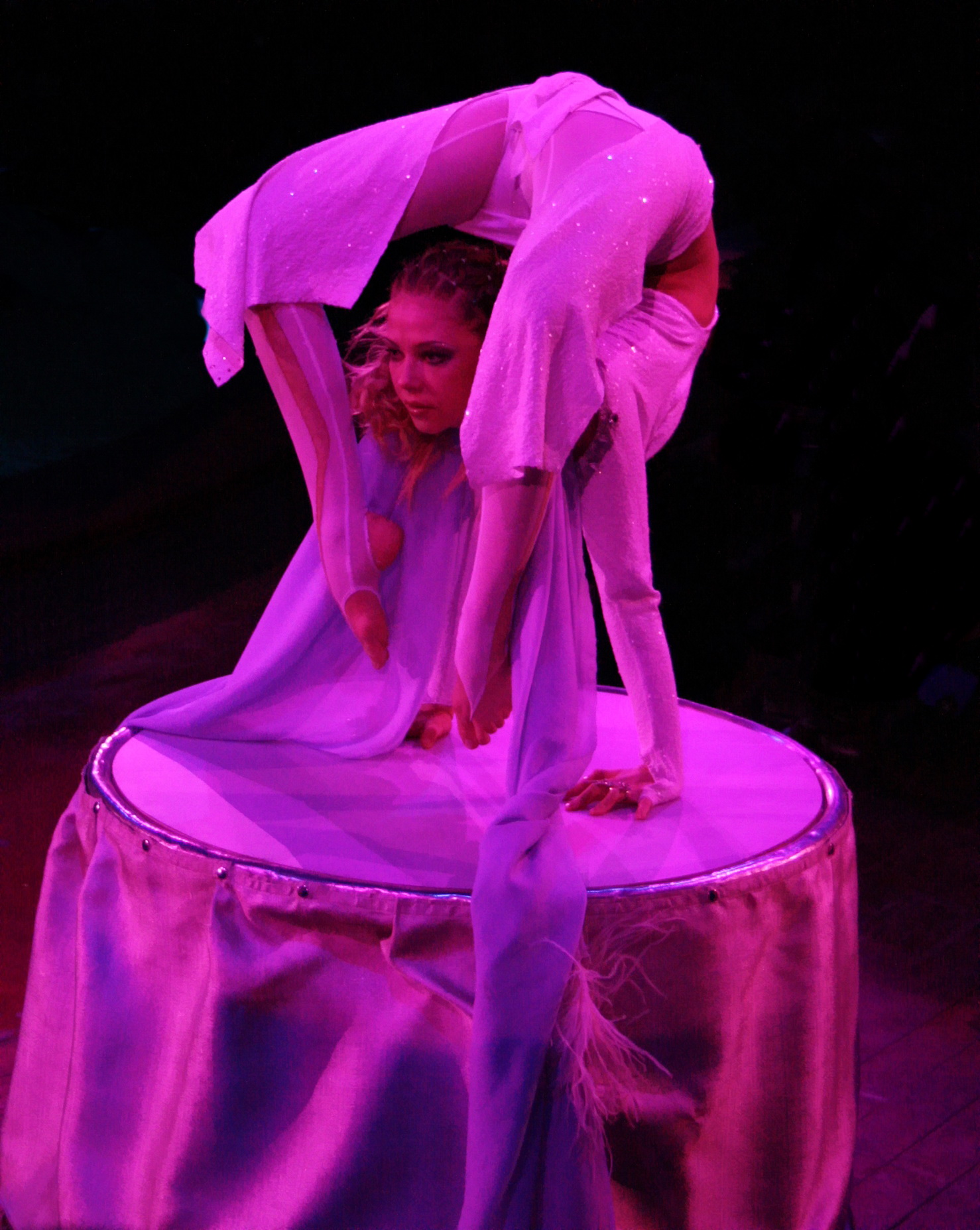
اللوَّاءة ماريا إفرِمكِنة عام 2010.

الالتواء أو اللَّيّ هو فن أداء يعرض فيه فناني الأداء الذين يُطلق عليهم اسم اللَّوَّاء مهاراتهم في المرونة الجسدية القصوى.يغلب أن تصاحب أعمال التواء الألعاب البهلوانية وأعمال السِّرك وفناني الشوارع وغيرهم من الفنون المسرحية الحية. تنفذ أعمال التواء أمام جمهور حي.